# Barbu Solacolu
Barbu Solacolu (n. 18 martie 1897 – d. 30 octombrie 1976) a fost poet, memorialist, traducător, critic literar, editor de reviste și ziare, industriaș, eseist, funcționar public și sociolog [[români}român]]. Un afiliat relativ târziu al mișcării artistice a simbolismului din România, Solacolu a adus grupului simbolist român ideile sale de leftiste și agrariene.
Participant la Primul Război Mondial în calitate de comandant de trupe de cavalerie, a fost decorat pentru activitatea sa militară. După război, a devenit un proeminent funcționar public și unul din liderii Partidului Uniunii Agrare, devenind bine cunoscut în lumea academică din România timpului său pentru eseurile sale despre marxismul revizionist. 
În 1942, a publicat în limba germană un tratat despre economia României, Das neue Rumänien im Werden (Noua Românie în devenire), bazat pe critica sa a capitalismului timpului interbelic. În timpul celui de-Al Doilea Război Mondial, în calitatea sa de industriaș, a fost președintele Asociației Națională a Industriilor Chimice.
În ultimele sale decenii, Barbu Solacolu s-a dedicat scrierilor memorialistice, respectiv a traducerilor din limbile franceză și engleză în română, excelând în traduceri din opera Marelui Bard englez, William Shakespeare.

## Biografie timpurie

### Familie
Născut în București,Barbu a fost fiul lui Victor Solacolu, de profesiune magistrat, și al Victoriei (născută Petrescu), fiica unui doctor militar (și general al Forțelor Terestre Române), Zaharia Petrescu. Înainte de căsătoria ei cu magistratul Solacolu, Victoria fusese secretara sa. Sora Victoriei, Alina, era soția marelui zoolog român Grigore Antipa.
În timp ce aripa maternă a familiei lui Barbu erau români de vază ai societății timpului, Victor provenea dintr-o familie prosperă de comercianți de origine bulgară, familia lor extinsă dând, la rândul lor, oameni notabili. Din partea bunicului său patern, Hagi-Anghel Grigore (proprietar al Hanului Solacolu), și din partea tatălui său, Dimitrie Solacolu, Victor moștenise cunoscutul Han cu tei, dar și mari proprietăți imobiliare în Sărulești, aflat în județul Călărași de astăzi. Fratele lui Victor, Theodor Solacolu, botanist important al timpului, fusese autor simbolist, aidoma lui Barbu, nepotul său, precum fusese ocazional și cel de-al treilea frate, Alfred. Familia extinsă Solacolu număra și alți oameni de vază ai Regatului României și ai României Mari, precum chimistul Șerban C. Solacolu, inginerul Paul Solacolu și publicistul Ion Solacolu.

### Viață și activitate timpurie
Barbu, cel de-al doilea fiu al lui Victor și al Victoriei (primul, Fernand, se născuse în Belgia), a urmat școala primară la București, între 1904 și 1908; pentru ca între 1908 și 1913, să studieze la prestigioasele licee Gheorghe Lazăr și Sfântul Sava. Fiind elev de liceu, Barbu a avut debutul său literar (sub pseudonimele „Barsol” și „Falstaff”) în numere din 1912 ale revistei simboliste Versuri și Proză, urmate de publicări în Sărbătoarea Eroilor, în revista Vieața Nouă a lui Ovid Densusianu și în publicațiile lui N. D. Cocea, revistele Rampa și Facla. A publicat, de asemenea, sub numele său complet în revista Flacăra, editată de Constantin Banu, în 1912. În colaborare cu Al. Westfried, a tradus, adaptat și publicat din Maeterlinck Serres chaudes. Propria sa scriitură de început poate fi caracterizată ca fiind o combinație între simbolism și decadentism.

### Educație, Primul Război Mondial
Între 1913 - 1915, Solacolu a terminat doi ani de studii la facultatea de drept a Universității din București, ani în care România fusese încă o țară neutră în Primul Război Mondial. În tot acest timp, Solacolu fusese puțin implicat în cercurile literar-politice ale lui Alexandru Bogdan-Pitești și Ioan Slavici, care erau simpatizante ale Puterilor Centrale ale momentului. Decenii mai târziu, Barbu Solacolu a explicat reticența sa de a fi implicat în toate acele controverse politice, doar dorind a fi un autor care își publica materialele sale literare neutre în ziarul Ziua, al cărui director era Ioan Slavici. De asemenea, și-a adus aminte de un Slavici pasiv, care accepta tăcut ordinele lui Bogdan-Pitești, un presupus spion al Puterilor Centrale.
După Tratatul cu Antanta din august 2016, Solacolu a fost înrolat în Forțele Terestre Române. O parte a familiei a rămas în București, care a căzut în fața germanilor în decembrie 1916. Barbu a urmat retragerea armatei române în Moldova, a urmat o școală militară la Iași, participând ulterior la Campania Budapestei a Războiului româno-ungar din 1919 ca locotenent secund al trupelor române de cavalerie. Pentru contribuțiile sale la război, Barbu Solacolu a fost decorat cu Ordinul Virtutea Militară, devenind, de asemenea Ofițer al Ordinului Coroana României.
Războiul nu a întrerupt munca sa literară, judecând după varii „mostre” de publicări ale unor materiale mai scurte în Convorbiri Literare, în 1915 - 1916, și în Letopiseți în anii 1918 – 1919.

## În România Mare

### Activitate artistică interbelică
În 1920, Barbu a publicat volumul de poeme Umbre pe drumuri, adăugând la zestrea simbolismului românesc, în care Solacolu își găsise un anumit loc al său, anumite „simpatii proletare.” Acest volum a fost urmat de o analiză a operei lui Feodor Dostoievski, publicată în formatul unei broșuri, analiză care fusese remarcată ca un comentariu poetic și o introducere la stilul și temele prevalente ale autorului rus. În 1923, Solacolu devenea un editor al revistei Neamul Românesc a lui Nicolae Iorga. În același timp, avea colaborări constante în Contimporanul a lui Ion Vinea. În 1924, a publicat din nou în Convorbiri Literare,, dar și la revistele Vieața Nouă, Sburătorul și al lui Eugen Lovinescu, precum și la   Cuvântul Liber.

### Continuarea studiilor, funcționar public
După război, între 1920 și 1923, și-a continuat studiile întrerupte la Universitatea Humboldt din Berlin, obținând două doctorate, în filozofie și economie, ambele obținute în anul terminal. Printre profesorii săi se numărau Werner Sombart, Heinrich Herkner și Alois Riehl. Întors în țară, a devenit un auditor public la Ministerul Justiției din 1925, și profesor asociat onorific la Academia de Studii Economice din București. Solacolu a fost de asemenea participant activ la studiile efectuate de Institutul Social Român al lui Dimitrie Gusti. Mai mult, Barbu Solacolu a deținut poziții de înalt funcționar public în administrația României interbelice, incluzând cele de consilier economic la ministerele afacerilor externe și finanțelor și cea de comisar la Uniunea Națională de Credit.
În efervescenta viață economică, socială, culturală și artistică a României interbelice, Solacolu a devenit cunocut ca un intelectual de forță prin contribuțiile sale de gânditor artistic, social și politic. Astfel, în 1925, prin publicarea unui articol în publicația Țara de Jos, Solacolu s-a declarat un adept al conceptului politic al regionalismului, ca o modalitate „organică și naturală” pentru viața de zi cu zi a națiunii. În acel an, Solacolu a călătorit la Vălenii de Munte, la Universitatea de vară a lui Nicolae Iorga, pentru a susține un seminar despre despre marxism, în viziune sa asupra marxismului revizionist. În calitatea sa de contributor la Arhiva pentru Știință și Reformă Socială, creată de Dimitrie Gusti, a fost citat pentru studiul său critic din 1929 al lucrărilor lui Henri de Man și cele referitoare la marxismul revizionist. Cândva, înainte de octombrie 1932, Solacolu a aderat la Partidul Uniunii Agrare, al lui Constantin Argetoianu, contribuind la mișcarea politică a agrarienilor români cu ziarul Pământul Nostru.

### 1938 - 1946
În decembrie 1938, Solacolu a devenit secretar al Uniunii Generale a Industrialiștilor români. Până la acea dată, își publicase ideile sale despre criza capitalismului, care, în opinia sa, fusese inevitabilă datorită tendințelor monopoliste și a Marii Depresii (1929 - 1933).
În decursul anului 1941, cu România interbelică devenită aliat al Germaniei Naziste, Solacolu a fost numit președintele Asociației Naționale a Industriilor Chimice (ANIC), care producea mai ales pentru mașina de război germană. În 1942, a publicat în limba germană un tratat despre economia României, Das neue Rumänien im Werden (Noua Românie în devenire).
După Lovitura de stat a regelui Mihai, de la 23 august 1944, după care România s-a alăturat Puterilor Aliate, Solacolu a continuat să facă parte din noile corpuri de administrare ale țării. La începutul anului 1945, încă reprezentând ANIC, s-a alăturat „Comitetului coordonator” care furniza tot ceea ce era nevoie pentru Armata Roșie, care atunci traversa România. Pe la sfârșitul anului, Ministerul Propagandei de atunci a retras lucrarea lui Solacolu Das neue Rumänien im Werden ((Noua Românie în devenire) din toate librăriile, menționând că [prezența lucrării în librării] „este în detrimentul bunei relații dintre România și Națiunile Unite.”
În 1946, Partidul Comunist Român l-a denunțat pe Solacolu ca un conducător local al unei „organizații de tip hitlerist” și l-a acuzat că este responsabil de lipsa de săpun de pe piață. Unchiul său Theodor Solacolu, care lucrase la Legația României de pe lângă Sfântul Scaun, avusese o dispută publică cu conducerea comunistă și, ca urmare, se refugiase undeva în Vest, la începutul anului 1948. Ulterior, Theodor s-a stabilit în Buenos Aires.

## După 1946, pînă la deces, în România
În final, Solacolu a supraviețuit relativ nevătămat instaurării comunismului dur al anilor 1950, folosindu-se de cunoașterea a mai multe limbi străine, la nivel profesional. Astfel, a fost foarte activ ca translator, efectuând traduceri directe din limba originară, la început din William Shakespeare, dar și din Pierre de Ronsard, Giosuè Carducci, William Styron (romanul en The Long March), Cyprian Ekwensi (en Burning Grass) și Elizabeth Barrett Browning (en Sonnets from the Portuguese).
În 1968, după „marele dezgheț”, din anii mijlocii 1960, Solacolu și-a republicat volumul Umbre pe drumuri într-o formă extinsă. La începutul anilor 1970, a fost un contribuitor constant la revista Viața Românească, utilizând nume de condei precum „B. S.”, „S. B.” și „S. Barbu” și publicând varii amintiri literare ale timpului său interbelic în Secolul 20 și România Literară. Memorialistica sa a apărut integral în volumul intitulat Evocări. Confesiuni. Portrete (la editura Cartea Românească, 1974), fiind, în mare parte, bazată pe lunga istorie a familiei sale extinse.
În 1976, anul decesului lui Solacolu, Teatrul Național din Timișoara, (denumire completă, Teatrul Național „Mihai Eminescu” din Timișoara) a utilizat traducerea sa din Shakespeare pentru spectacolul cu Henry VI, Partea a 3-a. În 1978, scriitorul Dorin Tudoran a realizat o carte de interviuri, care conținea o serie de considerații critice ale lui Solacolu, referitoare la trei scriitori români de fin de siècle: Dumitru Iacobescu, Donar Munteanu și Constantin Sandu-Aldea.

## Scrieri[31]

### Cărți de Barbu Solacolu
- Volumul de versuri Umbre pe drumuri
  - Umbre pe drumuri (versuri), București, 1920;
  - Umbre pe drumuri, cu o prefață de Șerban Cioculescu, Editura pentru Literatură (E.P.L.), București, 1968;
- Volumul de memorialistică Evocări, confesiuni, portrete, cu o postfață [Fantazii de-ale Mnemosinei] de Mihai Gafița, Editura Cartea Românească, București, 1974.

### Colaborări
Are varii și numeroase colaborări, din variile perspective ale epocii sale, la publicațiile Facla, Rampa (1912); Versuri și proză (1912 - 1914); Flacăra (1912 - 1916); Convorbiri literare (1915 - 1924); Cuvântul liber, Letopiseți (1918 - 1919); Viața nouă (1920); Secolul 20.